# Guido Reil
Guido Reil (ur. 19 stycznia 1970 w Gelsenkirchen) – niemiecki górnik, związkowiec i polityk, długoletni członek Socjaldemokratycznej Partii Niemiec (SPD), następnie działacz Alternatywy dla Niemiec (AfD), poseł do Parlamentu Europejskiego IX kadencji.

## Życiorys
Po uzyskaniu kwalifikacji zawodowych podjął pracę w górnictwie. Został sztygarem w Bergwerk Prosper-Haniel, ostatniej czynnej kopalni węgla kamiennego w Zagłębiu Ruhry. Zajął się także działalnością związkową, powołano go w skład rady pracowniczej.
Podobnie jak dziadek i ojciec związał się z Socjaldemokratyczną Partią Niemiec, do której dołączył na początku lat 90. Z ramienia SPD wszedł w skład rady miejskiej w Essen. W okresie kryzysu migracyjnego krytykował działania swojego ugrupowania, należał do inicjatorów lokalnej akcji przeciwko rozmieszczeniu uchodźców. W maju 2016 zrezygnował z członkostwa w SPD, a następnie w tym samym roku dołączył do Alternatywy dla Niemiec, co przyniosło mu rozgłos w ogólnokrajowych mediach.
Został później przewodniczącym zarządu krajowego w Nadrenii Północnej-Westfalii i członkiem zarządu federalnego Alternative Vereinigung der Arbeitnehmerschaft, organizacji pracowniczej związanej z AfD. W grudniu 2017 dołączył do zarządu federalnego Alternatywy dla Niemiec. W listopadzie 2018 otrzymał drugie miejsce na federalnej liście kandydatów AfD w wyborach do Europarlamentu zaplanowanych na maj 2019. W wyniku tych wyborów uzyskał mandat europosła IX kadencji.